# The Pas
The Pas (in francese Le Pas) è una città del Canada, nella divisione No. 21 della provincia del Manitoba.